# Selçuk
Selçuk é uma cidade e distrito do oeste da Turquia, situado na província (em turco: iller) de Esmirna e na região (bölge) do Egeu (Ege Bölgesi), com 317 km² de área e em dezembro de 2021 tinha 37 689 habitantes (densidade: 118,9 hab./km²), dos quais 37 689 na cidade.
Situada 2 km a nordeste da cidade antiga de Éfeso, seu nome original grego, Ágio Teólogo (Άγιος Θεολόγος) se referia a João, o Teólogo. No século XIV foi a capital do Beilhique de Aidim. Sob o Império Otomano, era conhecida como Ayasoluk. Em 1914, foi rebatizada para Selçuk em referência aos turcos seljúcidas, que levaram a cabo suas primeiras incursões na região no século XII.
Era parte fo distrito de Kuşadası e tornou-se um distrito separado em 1957. Seus vizinhos são Torbalı ao norte, Tire a nordeste, Germencik a leste, Kuşadası ao sul, o mar Egeu a oeste e Menderes (anteriormente Cumaovası) a noroeste. Selçuk é um dos destinos turísticos mais visitados da Turquia, conhecida por sua proximidade à cidade antiga de Éfeso, da Casa da Virgem Maria e de trabalhos artísticos locais. A Basílica de São João Apóstolo do século VI, que, segundo alguns afirmam, foi construída no local do túmulo do Apóstolo, está também dentro da cidade. A parte antiga de Selçuk retém muita cultura tradicional turca.